# حبيل الاسود (القبيطة)

تعديل مصدري - تعديل

حبيل الأسود هي إحدى قرى عزلة كرش بمديرية القبيطة التابعة لمحافظة لحج، بلغ تعداد سكانها 64 نسمة حسب تعداد اليمن لعام 2004.